# Büssing 12000
Der Büssing 12000 war ein Lastkraftwagen-Modell der Büssing Nutzkraftwagen GmbH, das in den Jahren 1951 bis 1954 hergestellt wurde. Trotz einer Reihe innovativer Elemente wurde dieses modern gestaltete Fahrzeug von den Spediteuren nicht angenommen.

## Geschichte
Nach der bedingungslosen Kapitulation 1945 erlaubte der Alliierte Kontrollrat der deutschen Industrie zunächst nicht den Bau von Nutzfahrzeugmotoren mit mehr als 150 PS. Erst 1951 wurden diese Restriktionen aufgehoben. Noch im selben Jahr stellte Büssing auf der Internationalen Automobil-Ausstellung in Frankfurt den schweren Lastkraftwagen Büssing 12000 mit einer Motorleistung von 180 PS der Öffentlichkeit vor.
Als erster serienmäßiger Lastkraftwagen mit Unterflurmotor stellte das Fahrzeug einen Höhepunkt in der Fahrzeugentwicklung des Unternehmens dar. Ein ausgestelltes Fahrgestell erlaubte den Messebesuchern den unmittelbaren Blick auf eine bis dahin wenig bekannte Bauart.
Auch wegen seiner hohen Nutzlast und des imposanten Aussehens war das große Fahrzeug Anfang der 1950er Jahre ein Gesprächsthema in Fachkreisen.
Das Modell erschien in einer Zeit, in der Frontlenker noch nicht allgemein verbreitet waren. Fernfahrer bevorzugten nach wie vor die gewohnten Langhauber mit einem „schützenden“  Vorbau vor dem Fahrerplatz. Ohne lange Haube fühlten sie sich im Führerhaus unsicher. Zudem führte der nun entfernt in der Fahrzeugmitte liegende Unterflurmotor dazu, dass der Fahrer sich nicht mehr wie bisher auf die Geräuschentwicklung des Motors verlassen konnte, um rechtzeitig zu schalten. Trotz des großzügig bemessenen Fahrerhauses betrachteten daher viele Fahrer das Modell eher skeptisch.
Von den Speditionen wurde das Fahrzeug vor allem wegen seines hohen Leergewichts und des Anschaffungspreises von 70.000 DM nicht gekauft. Insgesamt wurden weniger als 50 Lastkraftwagen produziert. 1954 wurde die Produktion eingestellt.

## Technik

### Motor

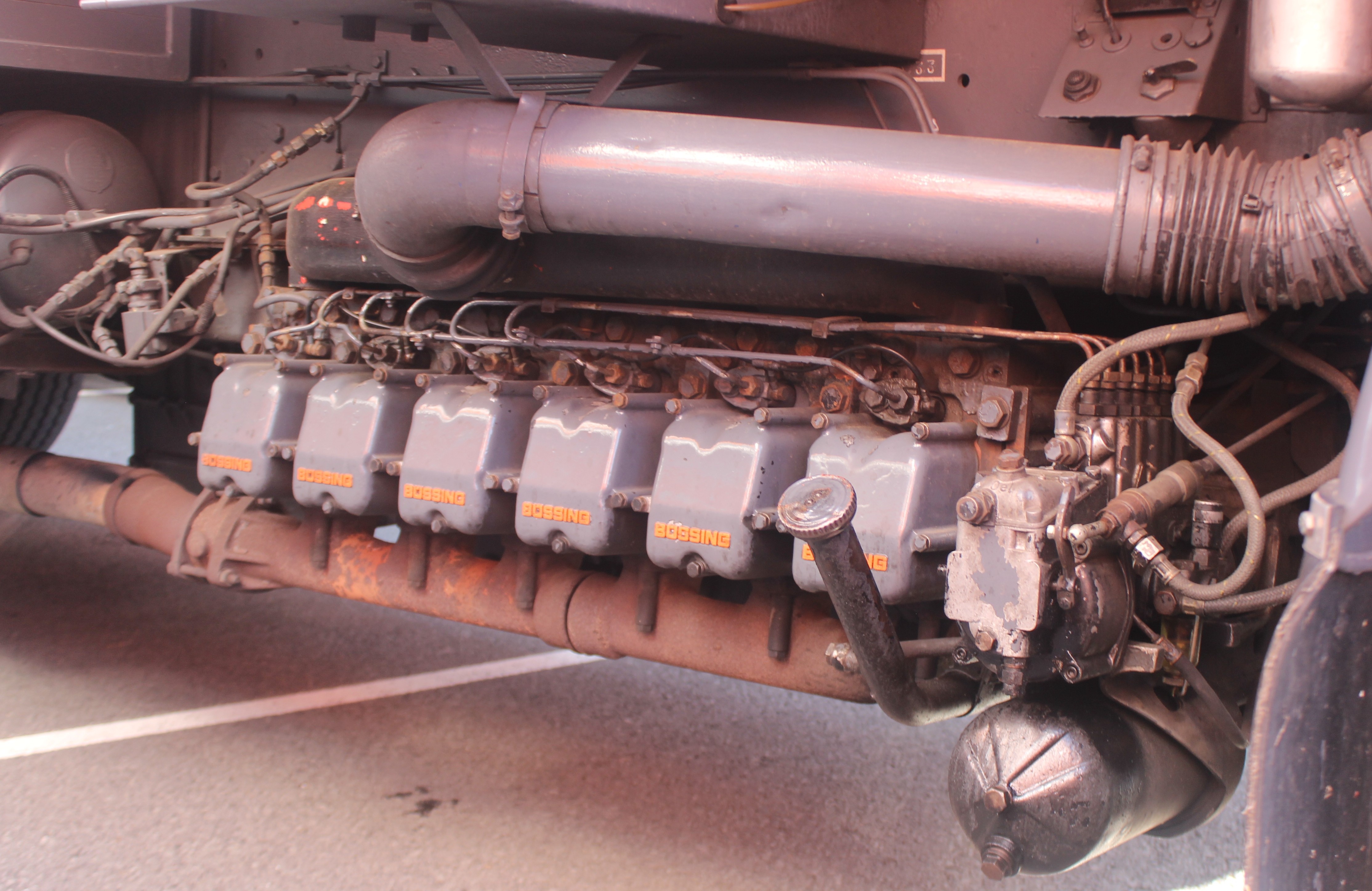
Unterflurmotor eines Büssing 12000 (1953)

Der Büssing 12000 hatte einen Unterflurmotor, das heißt, der Motor saß unterhalb der Ladefläche. Der dadurch niedrig liegende Schwerpunkt verbesserte die Straßenlage. Der auf Gummilagern ruhende  Sechszylinder-Viertakt-Dieselmotor hatte einen Hubraum von 13 l und leistete 180 PS (132 kW) bei einer Drehzahl von 1600/min.

### Getriebe
Das hauseigene Fünfganggetriebe wirkte auf beide Hinterachsen. Das Verteilergetriebe war mit dem Getriebe fest zusammengebaut und erhöhte die Zahl der Gänge auf zehn Geschwindigkeitsstufen. Von dort führten ausgewuchtete Kardanrohrwellen mit Gelenken zu den Hinterrädern. Die Schaltung erfolgte über einen Lenkstockschalter.

### Fahrwerk

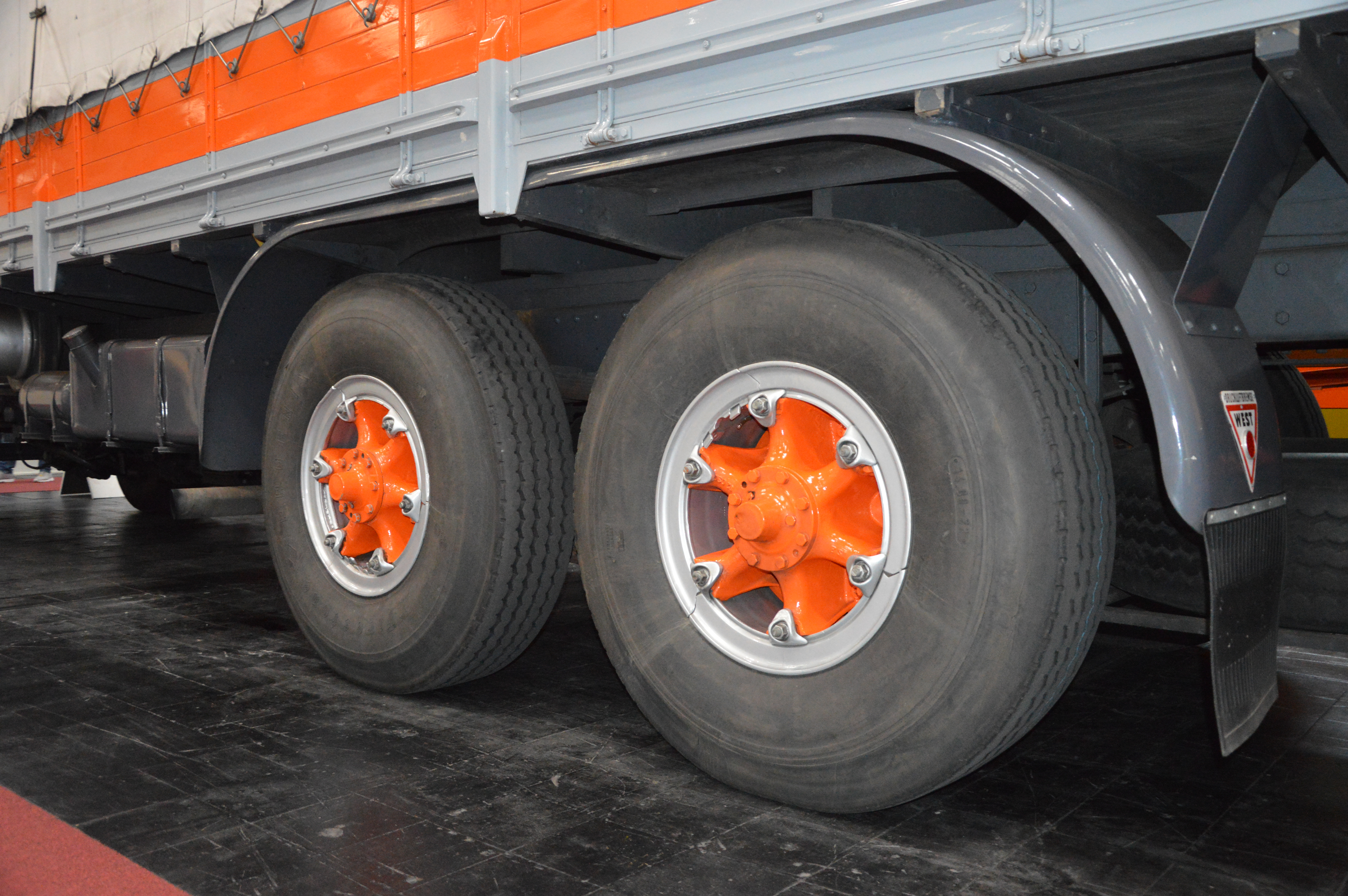
Trilex-Stahlgußspeichenräder

Das Fahrzeug hatte drei Achsen mit sechs Trilex-Stahlguss-Speichenrädern und einfacher Bereifung auch hinten. Die übergroßen Reifen wiesen das Format 14,00–22 auf, eine heute nicht mehr produzierte Reifengröße. Die Vorderachse hatte Blattfedern, während die Hinterräder mit der Büssing-üblichen Waagebalkenfederung – einer besonderen Konstruktion von Blattfederung – ausgestattet waren, die einen stets ausreichenden Fahrbahnkontakt und eine gleichmäßige Lastenverteilung sicherstellte. Die Fußbremse war als Druckluft-Sechsradbremse mit Anhängerbremsanschluss ausgeführt; die feststellbare Handbremse wirkte mit Druckluftverstärkung auf je eine Hinterachse. Eine druckluftbetätigte Servolenkung war ein weiteres Detail dieses modern gestalteten Fahrzeugmodells.

### Abmessungen
Durch die vor der Achse aufgesetzte Fahrerkabine des 11 m langen Frontlenkers wurde eine Ladelänge von 8,50 m erreicht. Das Fahrzeug war 2,50 m breit und 3,05 m hoch. Die Länge hatte einen überaus großen Wendekreis von 26,5 m zur Folge.

### Allgemein
Der Kraftstofftank fasste 200 Liter, der Dieselverbrauch lag nach der seinerzeitigen DIN 70300 (halbe Nutzlast/Dreiviertel der Höchstgeschwindigkeit) bei 32 Liter/100 km.
Als Höchst- und Dauergeschwindigkeit wurden 61 km/h genannt, ein seinerzeit üblicher Wert. Die geteilte Windschutzscheibe mit hängend angebrachten Scheibenwischern sowie die in der Karosserie verborgenen Winker entsprachen dem Stand der Technik. Die verchromten Dekorleisten an der Fahrzeugfront waren damals in Mode.

## Omnibus
Das Fahrgestell wurde auch für den Bau von Omnibussen verwendet, so für den Büssing 12000 T – Trambus (Kapazität 92 Plätze) und den Berliner Doppeldeckerbus Büssing 12 000 T (D3U) (Kapazität 133 Plätze). Eine für den Einsatz im Linienverkehr notwendige schnelle Motordemontage war durch eingebaute Seilwinden möglich.

## Bildergalerie

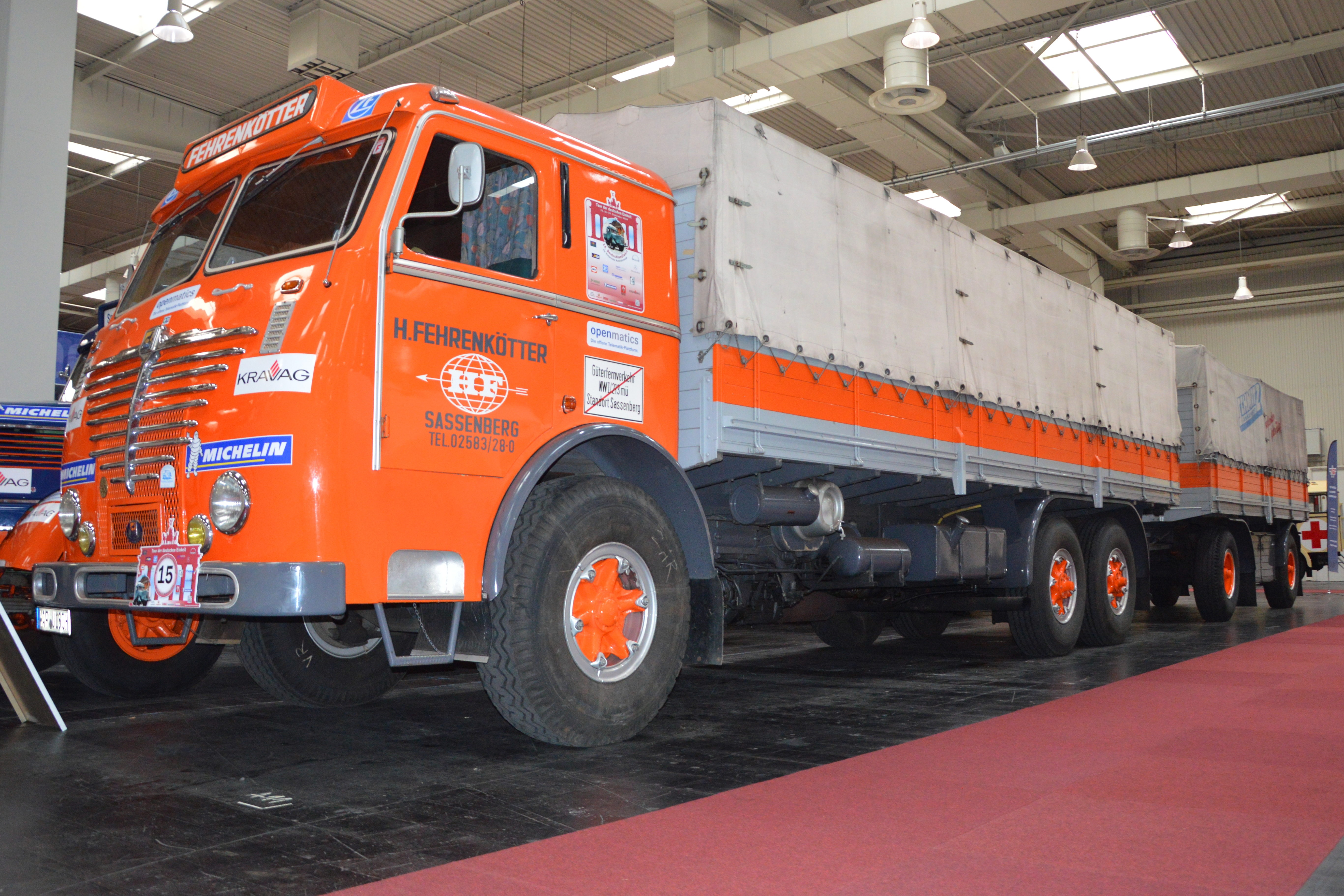
Seitenansicht
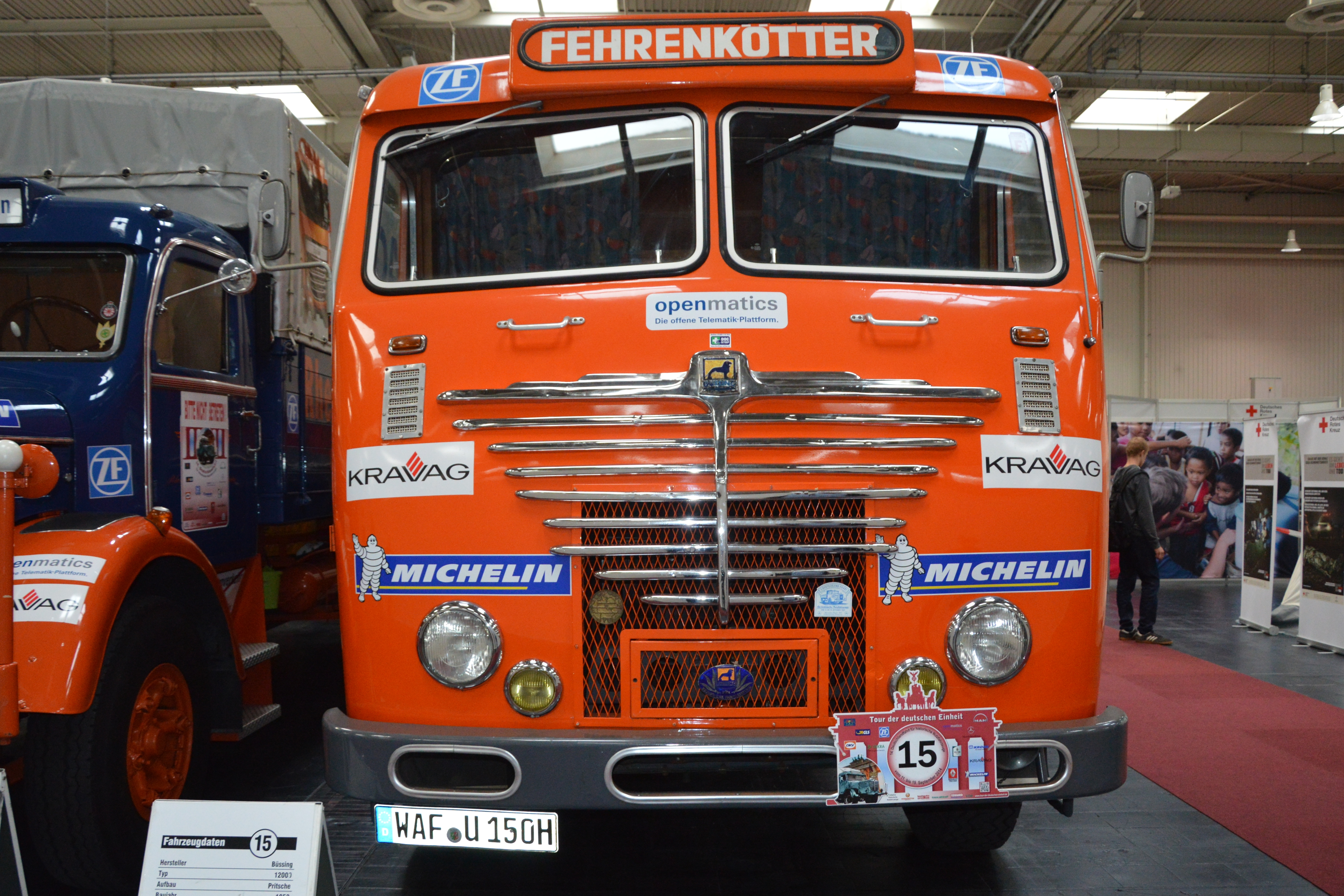
Frontansicht
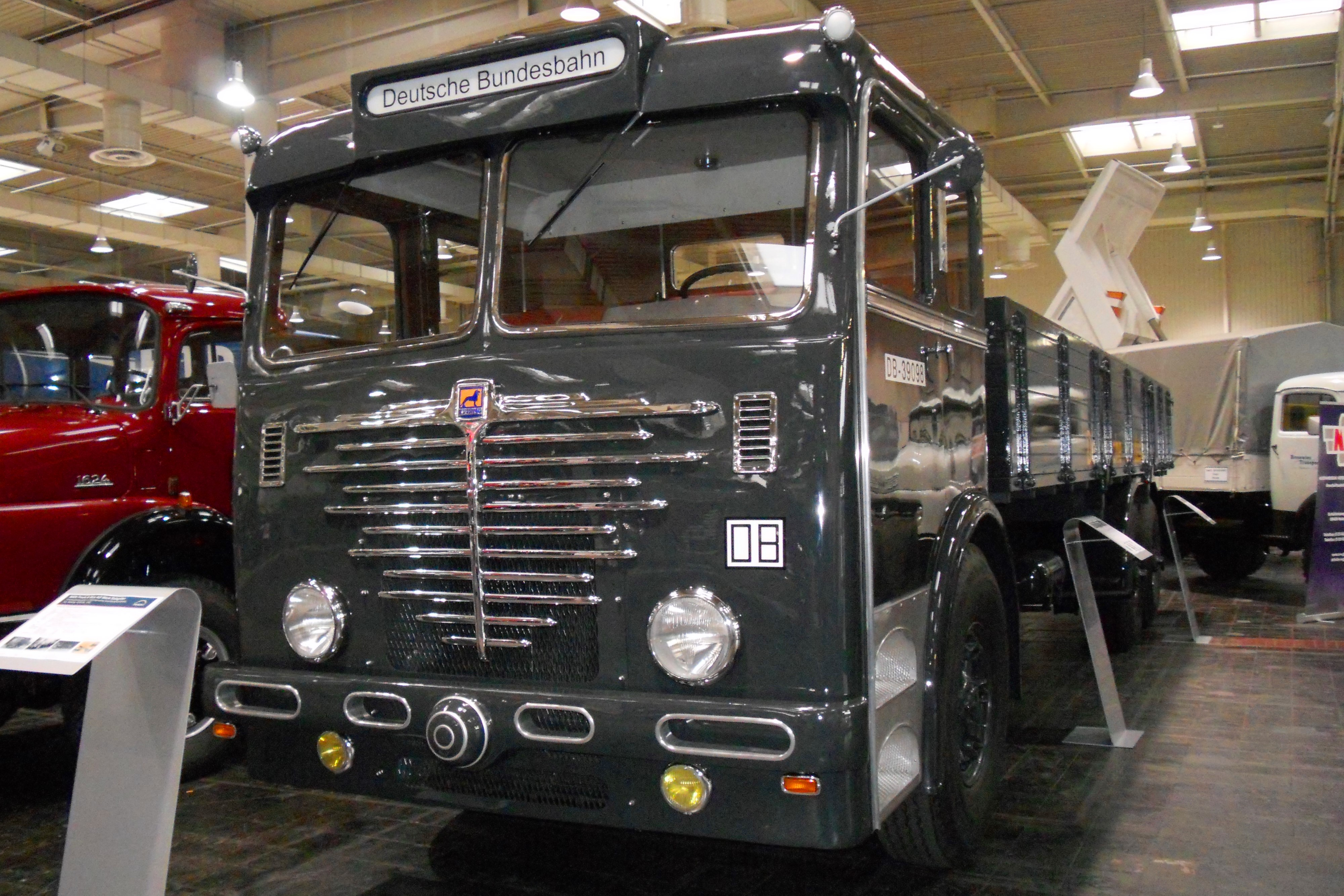
Ausführung Deutsche Bundesbahn 1952
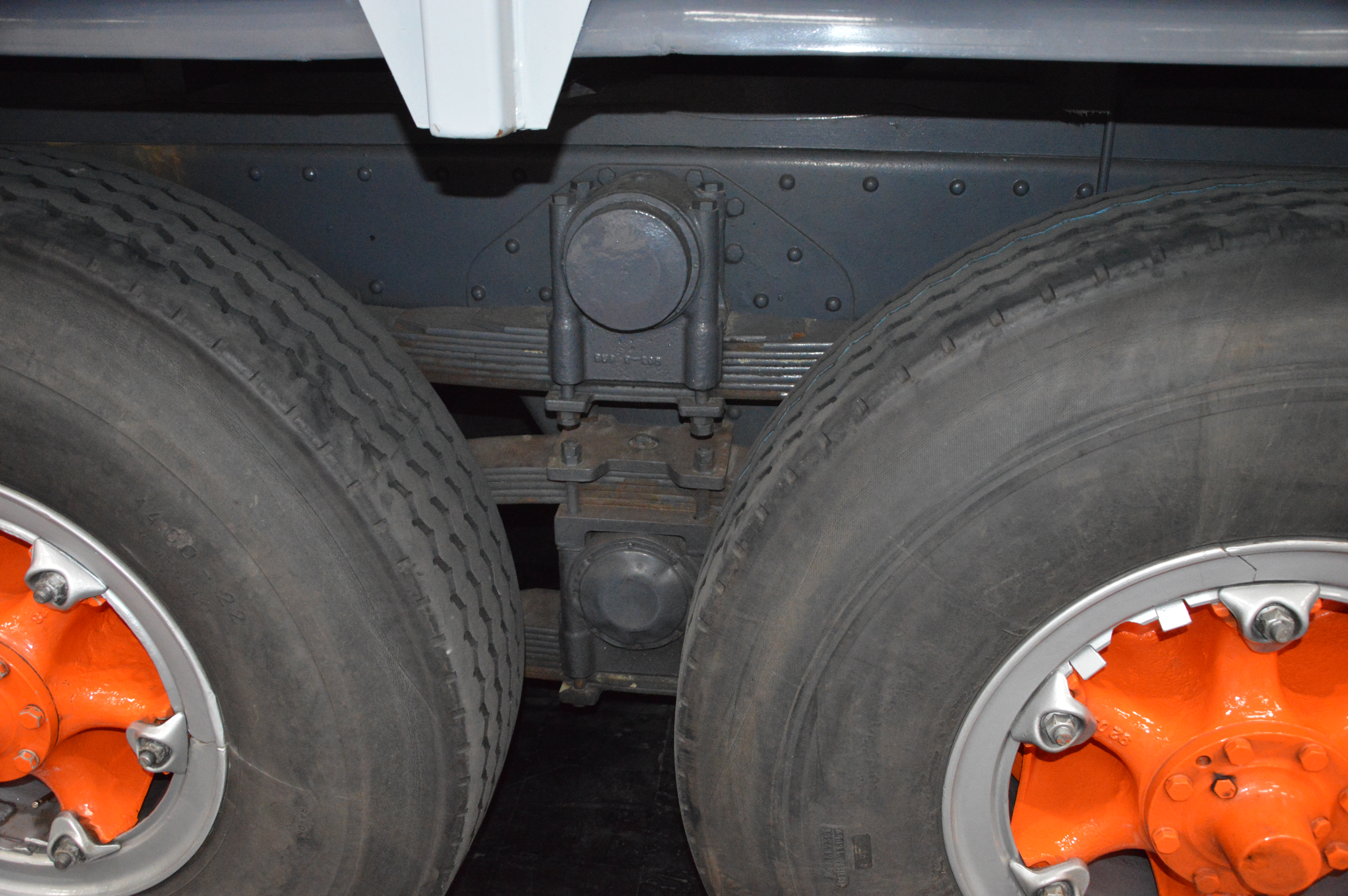
Waagebalkenfedern an den Hinterrädern